# Christophe Dauphin
Christophe Dauphin (Nonancourt, 1968. augusztus 7. –) francia költő, irodalomkritikus, esszéíró, az Académie Mallarmé tagja és folyóiratszerkesztő.

## Élete
Christophe Dauphin a normandiai Nonancourtban született 1968. augusztus 7-én.

## Munkássága
Christophe Dauphin az „emotivizmus” kifejezéssel határozta meg megközelítését, ami egyszerre érzékenység és a kortárs költői áramlat két fő pólusával érintkezésben létrejött költői áramlat. Antológiát szentelt ennek az érzékenységnek Les Riverains du feu (A tűz szomszédai) címmel 2009-ben. Dauphin emotivizmusa szerint a nyelv egy tekintet, amely a szavakkal lát. A költészet mélység, belső megszorítás, a magány döntő élménye a másik jobb eléréséhez; mindig ellenkezik a megjelenéssel. Verset írni annyi, mint megtörni a belső valóságot. Az ember egy szakadék. Érzelmei megsértések. A szakadék csak minden szakadásánál válik láthatóvá. Sarane Alexandrian filozófus szerint: „Christophe Dauphin verseket ír, miközben barikádokat emel, hogy megvédje az álmok városát a barbár megszállók ellen. Erősen üt, kicsavarja a nyakát a líra miatt, hogy nagyobb hatást érjen el."
1997 óta igazgatója a Les Hommes sans Épaules című folyóiratnak, amely a kortárs költészetnek szentelt egyik fő francia költészeti folyóirat. Alkotói munkája mellett számos kritikai és elméleti cikket, valamint a kortárs költészetnek és a modern művészetnek szentelt esszét írt. Esszéiben mindig igyekszik túllépni a szigorú életrajzi kereteken, hogy elérje és kiemelje az élet és a munka minden legendától mentes lényegét az anekdotákon túllépő igazság érdekében. Két antológia szerzője: a Les Riverains du feu (A tűz szomszédai), amely a kortárs francia nyelvű érzékeny költészet antológiája, és a Riverains descliffs (A sziklák lakói), amely Normandia, azaz normandiai költők antológiája a 11. századtól napjainkig.
Kapcsolata Magyarországgal és művészeivel hosszú múltra tekint vissza, 1996 óta több mint tízszer járt az országban. Virginia Tentindo szobrászművész mutatta be neki Rozsda Endre magyar szürrealista festőt, illetve Jean Rousselot költő vezette be a magyar kultúrába, aki nagyon közel állt Illyés Gyulához és számos magyar költőhöz. Christophe Dauphin azt vallja: „Minden, amit tudok a magyar kultúráról, történelemről és irodalomról, sőt még a magyar utazásaimról is Jean Rousselot-nak köszönhetem, és rajta keresztül áttételesen Illyés Gyulának és Gara Lászlónak."
Christophe Dauphin a szerzője a „József Attila és a magyar költészet” című bőséges tematikus számnak a Les Hommes sans Epaules folyóiratban (2009, n°27). Szerzője Tüskés Annával együtt a Les Orphées du Danube, Jean Rousselot, Illyés Gyula és Ladislas Gara című könyvnek (Rafael de Surtis/Editinter, 2015). Jean Rousselot Gara Lászlóval és Illyés Gyulával kivételes triót alkotott az 1950-es évek második felében és az 1960-as évek elején: közös céljuk a magyar költészet franciaországi megismertetése volt. Ennek eredményeként jelent meg többek között Gara László szerkesztésében 1962-ben az Anthologie de la poésie hongroise du XIIe siècle à nos jours, amihez hasonló korábban soha nem csináltak. A könyv műfordításainak elkészítéséhez Gara mintegy ötven francia költőt és írót mozgósított, akik közül Jean Rousselot dolgozott a legtöbbet. Életének és munkásságának ezen aspektusával korábban nem foglalkoztak, az Orphées du Danube című könyv ezt a hiányosságot hivatott pótolni. Nemcsak irodalomtörténeti kézikönyv, hanem verseskötet, amely a magyar történelmet is bemutatja dióhéjban. Dauphin legkedvesebb magyar költői Petőfitől József Attilán keresztül Illyésig nemcsak tanúi voltak koruknak, hanem alakítói, részesei is, hangjuk a 21. század elején is fontos.

### Verseskötetei
- Horizons de notre temps, Le Milieu du Jour, 1990
- La Nuit en équilibre, Le Milieu du Jour, 1993
- Lieu-dit de l’amour, Le Milieu du Jour, 1993
- Les Vignes de l’ombre, préface d’Henri Rode, La Bartavelle éditeur, 1996
- Kakos, Les Dits du Pont, 1997
- Le Cinquième Soleil, La Bartavelle éditeur, 1999
- Désert de proie, La Lucarne ovale éditeur, 1999
- L’Abattoir des étoiles, postface de Jean Rousselot, éd. Librairie-Galerie Racine, 2002
- La Banquette arrière des vagues, dessins d’Alain Breton, éd. Librairie-Galerie Racine, 2003
- René Iché, l'ultime décade, Librairie-Galerie Racine, 2006
- Le Gant perdu de l’imaginaire, Poèmes choisis 1985-2006, Le Nouvel Athanor, 2006
- Thérèse, postface de Sarane Alexandrian, Rafael de Surtis, 2006
- Totem normand, Maison de la Poésie de Haute Normandie, 2009
- Totems aux yeux de rasoir, poèmes 2001-2008, préface de Sarane Alexandrian, éd. Librairie-Galerie Racine, 2010
- L'Homme est une île ancrée dans ses émotions, récits et poèmes, illustration de Jacques Hérold, éd. Librairie-Galerie Racine, 2010.
- L'ombre que les loups emportent, Poèmes 1985-2000, préface de Jean Breton (mars 2000), dessins de Lionel Lathuille, Les Hommes sans Épaules éditions, 2012
- Un fanal pour le vivant, Poèmes décantés, Les Hommes sans Épaules éditions, 2015, Prix ROGER-KOWALSKI des lycéens 2015, prix de poésie de la Ville de Lyon.
- Totem normand pour un soleil noir, orné par Alain Breton, Les Hommes sans Épaules éditions, 2020

### Esszékötetei
- James Douglas Morrison ou la nuit du lézard, collection l’or du temps, éd. de l’Acanthe, 2001
- Jacques Simonomis, l’imaginaire comme une plaie à vif, éd. Librairie-Galerie Racine, 2001
- Jean Breton ou la Poésie pour vivre, éditions Librairie-Galerie Racine, 2003
- Verlaine ou les bas-fonds du sublime, éditions de Saint-Mont, 2006
- Sarane Alexandrian ou le grand défi de l’imaginaire, Collection Bibliothèque Mélusine, L’Âge d’Homme, 2006
- Marc Patin, le surréalisme donne toujours raison à l’Amour, éd. Librairie-Galerie Racine, 2006
- Jean Breton ou le soleil à hauteur d’homme, Les Hommes sans Épaules, 2007
- Lucien Coutaud, le peintre de l’Éroticomagie, préface de Georges-Emmanuel Clancier, éditions Rafael de Surtis, 2009
- Jacques Hérold et le surréalisme, coécrit avec Rose-Hélène Iché, Ville de Marseille, Musée Cantini, Silvana éditoriale, 2010
- Henri Rode, l'émotivisme à la bouche d'orties, dessins de Lionel Lathuille, Les Hommes sans Épaules, 2010
- Ilarie Voronca, le poète intégral, éditions Rafael de Surtis/Editinter, 2011
- Jacques Hérold, de la suprarealism la abstractionismul liric, Colors Art Gallery, Bucarest, 2011
- Jean Rousselot, le poète qui n'a pas oublié d'être, éditions Rafael de Surtis, 2013
- Comme un cri d'os, Jacques Simonomis, Les Hommes sans Épaules éditions, 2015
- Lucie Delarue-Mardrus, la princesse amande, livre numérique, Collection Essais, Recours au poème éditeurs, 2015
- Les Orphées du Danube, Jean Rousselot, Gyula Illyés et Ladislas Gara, suivi de Lettres à Gyula Illyés, par Jean Rousselot, avec Anna Tüskés, éditions Rafael de Surtis/Editinter, 2015
- Patrice Cauda, je suis un cri qui marche, Les Hommes sans Épaules éditions, 2018
- Virginia Tentindo, les mains du Feu sous la cendre, avec Odile-Cohen-Abbas, Les Hommes sans Épaules/Rafael de Surtis, 2021
- Surréalisme et littérature, 21bis Mirabeau, Département des Bouches du Rhône, 2021
- Derrière mes doubles (Jean-Pierre Duprey & Jacques Prevel), Chronique des poètes de l'émotion 1, préface de Gérard Mordillat, Les Hommes sans Épaules éditions, 2021

### Antológiái
- Les Riverains du feu, une anthologie émotiviste de la poésie francophone contemporaine, Le Nouvel Athanor, 2009
- Riverains des falaises, une anthologie des poètes en Normandie du XIe siècle à nos jours, éditions clarisse, 2010
- Appel aux riverains, anthologie 1953-2013 des Hommes sans Épaules, Les Hommes sans Épaules éditions, 2013

### CD-k
- Lucas Escriva, Le Droit de vivre, texte de Christophe Dauphin, Expand Music/Djanik Music, Charles Aznavour, 1998
- Sébastien Colmagro, Autour de Jean Cocteau, textes et témoignages de Jean Breton, Henri Rode et Christophe Dauphin. Poèmes de Jean Cocteau dits par Yves Gasc, éditions du Vertige, 2003
- Sébastien Colmagro, Poèmes pour demain, anthologie, livre + CD, éditions du Vertige, 2004
- Jean Breton, , Entretien avec Christophe Dauphin, livre + CD, éditions Librairie-Galerie Racine / éditions du Vertige, 2011

### Dokumentumfilm
- Jean-Claude Poirel & Christophe Dauphin, Jean Rousselot. Film tourné à l’occasion de l’inauguration de la médiathèque Jean Rousselot, à Guyancourt, le 14 février 2002. Production : SAN de Saint-Quentin-en-Yvelines.